# TSMC
Taiwan Semiconductor Manufacturing Company, Limited (cinese tradizionale: 台灣積體電路製造股份有限公司; pinyin: táiwān jītǐ dìanlù zhìzǎo gǔfēnyǒuxìangōngsī, abbreviato TSMC) è il più grande produttore indipendente di semiconduttori al mondo, con sede principale presso lo Hsinchu Science Park di Hsinchu, Taiwan. Anche se la sua produzione comprende una grande varietà di wafer (ad alta tensione, a segnale misto e analogici), la società è nota soprattutto per la realizzazione di circuiti integrati.
Nel novembre 2021, Sony e TSMC hanno annunciato l'intenzione di istituire una nuova sussidiaria chiamata Japan Advanced Semiconductor Manufacturing (JASM) con sede a Kunamoto, in Giappone basata su tecnologie di produzione a 12/16 e 22/28 nanometri. L'investimento iniziale sarà di 7 miliardi di dollari USA, di cui 500 milioni da parte di Sony per una partecipazione di poco inferiore al 20%. La costruzione della fabbrica inizierà nel 2022 con target di produzione nel 2024.
Nell'agosto 2022, l'azienda ha annunciato l'avvio della produzione di chip a 3 nanometri, ordinati da Apple per i suoi iPhone.

## Impianti di produzione
I seguenti impianti risultano attivi a fine 2022:
- "GIGAFAB" per la produzione di wafer da 300 mm:
  - Cinque impianti a Taiwan: Fab 12a, 12b (Hsinchu), 14 (Tainan), 15 (Taichung) e 18 (Tainan);
  - Un impianto in Cina: TSMC Nanjing Company Limited: Fab 16 (Nanjing).
- Siti di produzione per wafer da 200 mm:
  - Quattro impianti a Taiwan: Fab 3, 5, 8 (Hsinchu) e 6 (Tainan);
  - Un impianto in Cina: TSMC China Company Limited: Fab 10 (Shanghai);
  - Un impianto in USA: WaferTech: Fab 11 (Camas, stato di Washington).
- Advanced Backend Fab:
  - Quattro impianti a Taiwan: Fab 1 (Hsinchu), 2 (Tainan), 3 (Taoyuan City) e 5 (Taichung).

Inoltre TSMC può contare anche sulle capacità di produzione di SSMC (Systems on Silicon Manufacturing Co,), una joint venture con NXP Semiconductors con sede a Singapore.

## WaferTech
WaferTech, una controllata di TSMC, è una fabbrica di semiconduttori situata a Camas. È la più grande fabbrica "pure-play" negli Stati Uniti. La struttura impiega nel complesso 1100 lavoratori.
WaferTech è stata istituita nel giugno del 1996 come joint venture tra TSMC, Altera, Analog Devices e ISSI come partner chiave. Le quattro società investirono ciascuna 1,2 miliardi di dollari in questa impresa, che era a quel tempo il più grande investimento per l'avvio di un'impresa nello stato di Washington.
La società ha iniziato la produzione nel luglio del 1998 con i suoi impianti di produzione di semiconduttori da 200mm. Il suo primo prodotto è stata una parte per Altera da 0,35 micrometri.
TSMC ha poi acquistato i partner della joint venture, prendendo così il pieno controllo della WaferTech che attualmente opera come una consociata interamente di proprietà.

## TSMC Design Technology Canada
TSMC Design Technology Canada è parte di TSMC dal 1º agosto 2007. Si trova a 349 Terry Fox Drive, Kanata, Ontario.

## Partner
Varie imprese fabless ad alta tecnologia, come Applied Micro Circuits Corporation, Qualcomm, Altera, Broadcom, Conexant, Marvell, AMD, Apple, NVIDIA e VIA sono clienti di TSMC.
Anche alcune società proprietarie di impianti di produzioni, come Intel, commissionano parte della produzione a TSMC.
Venerdì 12 agosto 2011, la partnership tra TSMC e Apple è stata ufficializzata; TSMC ha cominciato una produzione test di SoC A5 (dual core) e la fornitura di chip Apple A6 per la nuova generazione 2012 di iPad e iPhone.